# Violent Cop
Pour plus de détails, voir Fiche technique et Distribution.
Violent Cop (その男、凶暴につき, Sono otoko, kyōbō ni tsuki) est un film policier japonais réalisé par Takeshi Kitano, sorti en 1989.

## Synopsis
Azuma, un policier individualiste et taciturne découvre qu'un gang de yakuzas est responsable de la mort de son meilleur ami et du viol de sa jeune sœur. N'hésitant pas à utiliser la violence pour faire respecter sa loi, il se retrouve aux prises à la fois avec sa hiérarchie et un gang dirigé par le truand Kiyohiro.

## Fiche technique
- Titre : Violent Cop
- Titre original : Sono otoko, kyōbō ni tsuki (その男、凶暴につき)
- Réalisation : Takeshi Kitano
- Scénario : Hisashi Nozawa et Takeshi Kitano (non crédité)
- Musique : Daisaku Kume, le thème au piano est la Gnossienne No.1 d'Erik Satie
- Pays d'origine :  Japon
- Langue originale : japonais
- Format : couleur — 35 mm — 1,85:1 — mono
- Genre : policier
- Durée : 103 minutes
- Date de sortie :
  - Japon : 1er janvier 1989
  - France : 25 mars 1998
- Classification : 
  - Mention CNC (France) : interdit aux moins de 16 ans, art et essai (visa d'exploitation no 94310 délivré le 30 mars 1998)[1]

## Distribution
- Takeshi Kitano : Azuma (crédité Beat Takeshi)
- Maiko Kawakami : Akari
- Makoto Ashikawa : Kikuchi
- Shirô Sano : Yoshinari
- Sei Hiraizumi : Iwaki (crédité Shigeru Hiraizumi)
- Mikiko Otonashi : la femme d'Iwaki
- Hakuryu : Kiyohiro
- Ittoku Kishibe : Nito
- Ken Yoshizawa : Shinkai
- Hiroyuki Katsube : Le chef de police Higuchi
- Susumu Terajima: Susumu

## Commentaires
Initialement, Takeshi Kitano est seulement engagé comme acteur pour tenir le premier rôle. Toutefois, à la suite de la défection du metteur en scène Kinji Fukasaku, il accepte de mettre en scène Violent Cop, s'attelant ainsi à la réalisation de son premier film. Il remanie considérablement le scénario : d'une histoire policière classique, il ne garde que la trame et concentre son attention sur le personnage principal qu'il incarne et qui devient un antihéros solitaire et à contre-courant.
Kitano déclare : « J'ai dit oui, explique Kitano. Le problème, c'est que je n'avais jamais dirigé quelqu'un ni appris les normes cinématographiques (de ma vie, je n'ai vu que quelques films). Lorsque je suis arrivé sur le plateau, j'ai dû me battre pour imposer ma vision au reste de l'équipe. Je ne voulais surtout pas voir des choses inutiles lors des déplacements de la caméra. À la sortie, on m'a dit que je ne savais pas filmer. »
Takeshi Kitano tourne des plans fixes, tranquilles, dans un style que l'on retrouve ensuite dans ses autres réalisations. La violence semble exploser le silence, apparaît décalée, en total désaccord avec les autres plans. Selon Kitano : « Il n'y a pas de mouvement de caméra. Pas de haut ni de bas. La violence est comme la comédie : elle arrive soudainement, nous surprend, sans nous avertir. Je pense qu'il est plus effrayant de voir le poing que celui qui est frappé. »

## Box-office
- Japon : 500 000 000 ¥[2]
- France : 18 857 entrées[3]
- États-Unis : 1 960 $[3]

## Distinctions
- Nomination au prix du meilleur acteur (Takeshi Kitano) lors des Awards of the Japanese Academy 1990.
- Prix du comédien le plus populaire lors des Awards of the Japanese Academy 1990.

## Sortie vidéo
Le 21 novembre 2018, Wild Side ressort Violent Cop en Blu-ray.